# Бремонтје Мервал
Бремонтје Мервал (фр. Brémontier-Merval) насеље је и општина у северној Француској у региону Горња Нормандија, у департману Приморска Сена која припада префектури Дјеп.
По подацима из 2011. године у општини је живело 485 становника, а густина насељености је износила 28,25 становника/km². Општина се простире на површини од 17,17 km². Налази се на средњој надморској висини од 181 метар (максималној 210 m, а минималној 103 m).

## Демографија
| 1962. | 1968. | 1975. | 1982. | 1990. | 1999. | 2011. |
| ----- | ----- | ----- | ----- | ----- | ----- | ----- |
| 355   | 367   | 311   | 265   | 278   | 326   | 485   |

График промене броја становника у току последњих година